# Daniel Davari
Daniel Mohammad Davari (Gießen, 6 januari 1988) is een Iraans-Duits voormalig voetballer die speelde als doelman. Tussen 2008 en 2025 was hij actief voor Mainz 05 II, Eintracht Braunschweig, Grasshoppers, Arminia Bielefeld, MSV Duisburg, Rot-Weiß Oberhausen, Rot-Weiss Essen en opnieuw Rot-Weiß Oberhausen. Davari maakte in 2013 zijn debuut in het Iraans voetbalelftal en kwam uiteindelijk tot vier interlandoptredens.

## Clubcarrière
Davari doorliep de jeugdopleiding van Mainz 05, waar hij niet verder wist te komen dan het belofteteam. In 2009 maakte de Iraniër de overstap naar Eintracht Braunschweig. Hij werd eigenlijk gehaald als back-up, maar door omstandigheden kreeg hij een basisplaats toebedeeld. Met Braunschweig promoveerde Davari in 2013 naar de Bundesliga. Een jaar later verkaste de doelman naar Grasshoppers, waar hij Roman Bürki verving.
In 2015 keerde Davari terug naar Duitsland, waar Arminia Bielefeld zijn nieuwe club werd. Hier tekende hij voor twee seizoenen. Na afloop van deze verbintenis legde MSV Duisburg hem vast. Na anderhalf jaar en zeven competitiewedstrijden trok Rot-Weiß Oberhausen de doelman aan. In 2020 verliet Davari deze club voor Rot-Weiss Essen. Twee seizoenen later keerde hij transfervrij terug in Oberhausen. In de zomer van 2025 besloot Davari op zevenendertigjarige leeftijd een punt achter zijn actieve loopbaan te zetten.

## Interlandcarrière
Davari maakte zijn debuut in het Iraans voetbalelftal op 15 november 2013. Op die dag werd een kwalificatieduel voor het Aziatisch kampioenschap tegen Thailand met 3–0 gewonnen.
| Interlands van Daniel Davari voor Iran | Interlands van Daniel Davari voor Iran | Interlands van Daniel Davari voor Iran | Interlands van Daniel Davari voor Iran | Interlands van Daniel Davari voor Iran | Interlands van Daniel Davari voor Iran |
| №                                      | Datum                                  | Wedstrijd                              | Uitslag                                | Competitie                             | Goals                                  |
| Als speler bij Eintracht Braunschweig  | Als speler bij Eintracht Braunschweig  | Als speler bij Eintracht Braunschweig  | Als speler bij Eintracht Braunschweig  | Als speler bij Eintracht Braunschweig  | Als speler bij Eintracht Braunschweig  |
| -------------------------------------- | -------------------------------------- | -------------------------------------- | -------------------------------------- | -------------------------------------- | -------------------------------------- |
| 1                                      | 15 november 2013                       | Iran – Thailand                        | 3 – 0                                  | AK 2015 kwalificatie                   |                                        |
| 2                                      | 19 november 2013                       | Libanon – Iran                         | 1 – 4                                  | AK 2015 kwalificatie                   |                                        |
| 3                                      | 5 maart 2014                           | Iran – Guinee                          | 1 – 2                                  | Vriendschappelijk                      |                                        |
| 4                                      | 30 mei 2014                            | Iran – Angola                          | 1 – 1                                  | Vriendschappelijk                      |                                        |